# Зверинцев, Николай Михайлович
Николай Михайлович Зверинцев (1924—1943) — младший лейтенант Рабоче-крестьянской Красной Армии, участник Великой Отечественной войны, Герой Советского Союза (1944).

## Биография
Николай Зверинцев родился в 1924 году в селе Монастырщино (ныне — Кимовский район Тульской области). После окончания семи классов школы работал секретарём сельского совета. В феврале 1942 года Зверинцев был призван на службу в Рабоче-крестьянскую Красную Армию и направлен на фронт Великой Отечественной войны. Окончил курсы младших лейтенантов. К июлю 1943 года младший лейтенант Николай Зверинцев был комсоргом батальона 858-го стрелкового полка 283-й стрелковой дивизии 3-й армии Брянского фронта. Отличился во время боёв в Орловской области.
21 июля 1943 года во время форсирования Оки к юго-западу от Мценска Зверинцев первым бросился в воду, увлекая за собой бойцов. Активно участвовал в боях на плацдарме, водил бойцов в атаки, заменял собой убитых пулемётчиков. В бою у хутора Сорочий Орловского района Зверинцев получил тяжёлое ранение, от которого скончался. Похоронен в братской могиле посёлке Отрадинский Мценского района Орловской области.
Указом Президиума Верховного Совета СССР «О присвоении звания Героя Советского Союза генералам, офицерскому, сержантскому и рядовому составу Красной Армии» от 15 января 1944 года за «образцовое выполнение боевых заданий командования на фронте борьбы с немецкими захватчиками и проявленными при этом отвагу и геройство» младший лейтенант Николай Зверинцев посмертно был удостоен высокого звания Героя Советского Союза. Также посмертно был награждён орденом Ленина.

## Память
Обелиск в память о Зверинцеве установлен в Отрадинском.